# Lepidemathis sericea
Lepidemathis sericea är en spindelart som först beskrevs av Simon 1899.  Lepidemathis sericea ingår i släktet Lepidemathis och familjen hoppspindlar. Inga underarter finns listade i Catalogue of Life.